# Sergio Bernardo Almirón
Pour les articles homonymes, voir Sergio Almirón et Almirón.
Sergio Bernardo Almirón (né le 7 novembre 1980 à Rosario) est un ancien footballeur argentin qui évoluait au poste de milieu relayeur.

## Biographie

### Débuts difficiles
Né à Rosario, Almirón plonge dans le football dès son enfance. Son père était en effet un footballeur professionnel. À six ans, il regarde son père remporter la Coupe du monde 1986 avec l'Argentine de Diego Maradona. Il trouve sa vocation et s'inscrit dans le même club que son père, chez les Newell's Old Boys à Rosario. Il passe pro à 19 ans en 1999. Après quelques matchs de championnat argentin, il quitte l'Amérique du Sud à 21 ans pour rejoindre la série A et l'Udinese Calcio. Mais il ne joue pas beaucoup dans le club italien, il décide donc de partir pour l'Hellas Verone pensionnaire de Série B.

### Succès à Empoli
Almirón part ensuite pour Empoli FC alors en Serie B où il obtient un temps de jeu conséquent. Il devient même un pilier du club et devient l'un des principaux responsables de la montée en Serie A en 2005. Après une saison où Empoli assure le maintien, Almirón va prendre une énorme dimension. À la surprise générale Empoli se qualifie pour la coupe UEFA. Un exploit au milieu des AS Rome, Inter Milan, Milan AC ou autre Fiorentina. Et Almirón n'y est pas étranger. Certains diront qu'il a emmené Empoli en UEFA à lui tout seul. Et ce fait d'armes va lui valoir la reconnaissance qu'il mérite.

### De la Juve à Bari
Ce sont les dirigeants de la Juve, impressionné par le joueur qui vont faire venir l'Argentin à Turin. Mais ce n'était pas le souhait de Didier Deschamps. Voyant qu'il ne peut pas recruter lui-même, le français quitte le club. C'est Ranieri qui obtient la tête de la Juve. Il fait d'abord jouer Almirón assez souvent, mais Tiago demeurera tout de même son préféré, malgré les piètres performances du portugais. À la trêve hivernale, Almirón décide de changer d'air et de championnat pour trouver du temps de jeu. Il accède à la requête de Ricardo, l'entraîneur de l'AS Monaco, qui le sollicite désespérément à la recherche d'un milieu relayeur. L'Argentin est finalement prêté six mois avec option d'achat à l'ASM après de longues négociations. À la suite des difficultés financières de l'AS Monaco, il retourne à la Juventus FC à la fin de son prêt.
Ne rentrant plus dans les plans de l'équipe, Almiron est prêté à l'ACF Fiorentina. Nouvel échec, onze petits matchs joués, et le joueur est prêté à nouveau lors de la saison 2009-10 aux promus de l'AS Bari, où il effectue de bonnes prestations.

### Catane
Le 27 août 2011, il signe pour trois saisons à Catane.

## Profil
Almirón est un milieu relayeur technique, habile balle au pied. Doté d'une très lourde frappe, il lui arrive de marquer quelques coups francs éloignés. Souvent comparé à Juan Sebastián Verón, Almiron n'a pourtant jamais été sélectionné en équipe d'Argentine.

## Palmarès
- Serie B :
  - Champion : 2005.